# 涪陵专区
涪陵专区，四川省已撤消的专区。1950年置。原属川东行署区，在今重庆市中部。
辖涪陵、南川、酆都、石砫、武隆、彭水、长寿等县。专员公署驻涪陵县（今区）。1952年恢复四川省管辖。同年，长寿县划归重庆市；酉阳、黔江、秀山三县划入。1953年长寿、垫江二县划入。1958年酆都县改名丰都县。1959年长寿县划归重庆市；石砫县改名石柱县。1968年改置涪陵地区。